# Isla de la Cuarentena

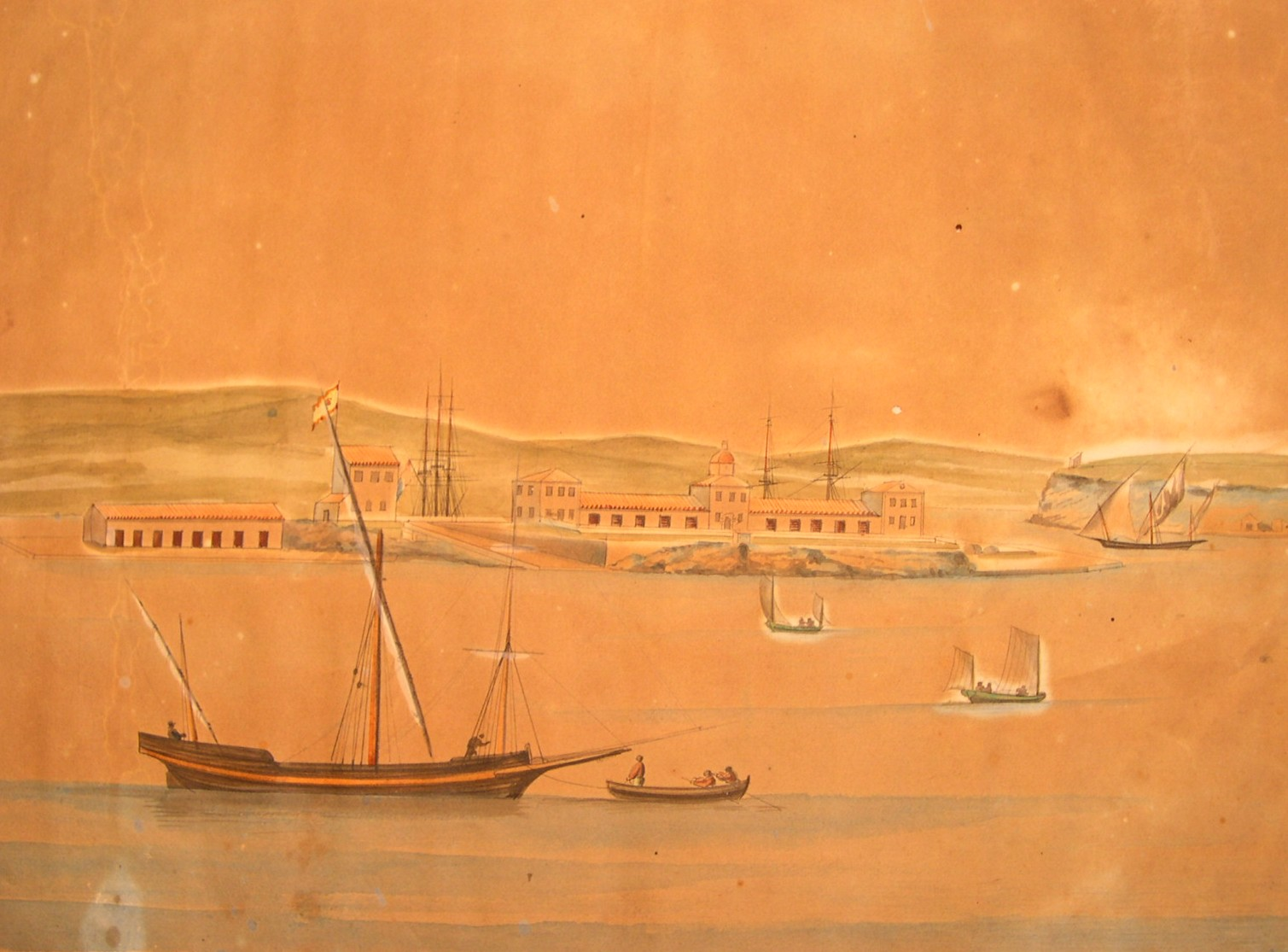
Isla de la Cuarantena.

La isla de la Cuarentena (en catalán illa de la Quarantena) es un islote español situado en el interior del puerto de Mahón (Menorca). Tiene una extensión de 10 000 m² y un perímetro de 500 metros.
Este islote fue el primer lazareto de Menorca, muy próximo a la antigua península de San Felipe, dónde más tarde se construiría el lazareto general y que, por tanto, se convirtió en isla (la actual isla del Lazareto). Inicialmente, la isla de la Cuarentena era conocida como La Isleta, por su poca extensión, y actualmente también se la conoce con el nombre de isla Plana. Fue a partir de 1490 cuando se la empezó a ser conocida como la isla de la Cuarentena, porque en ella se expurgaban géneros, se incineraban ropas de los pasajeros y tripulantes de los barcos con infectados, y también en esta isla se depositaban las mercancías que debían ser oreadas antes de ser desembarcadas en Mahón.
El lazareto de la isla de la Cuarentena fue construido en época británica, cuando estos hicieron construcciones muy simples y provisionales para proteger las mercancías y para cobijar a los guardas de las instalaciones. Estas construcciones provisionales fueron sustituidas al finalizar la ocupación británica por una construcción de dos cuerpos y un solo piso, la cual se conservó hasta bien entrado el siglo XX, cuando fue demolido para construir unas instalaciones militares.
El lazareto de Mahón tenía por función acoger las naves o barcos con destino a cualquier costa española que fueran sospechosos de constituir un peligro sanitario. La isla de la Cuarentena y sus diversas edificaciones cumplieron funciones sanitarias desde 1490 hasta la entrada en funcionamiento del lazareto marítimo, el primero en España, de la cercana isla del Lazareto, tras la Guerra de la Independencia.
John Armstrong, durante el primer dominio británico de Menorca (1708-1756), escribió un libro titulado Historia de la Isla de Menorca publicado en Londres los años 1752 y 1756. En su libro Armstrong ya hace referencia a la isla de la Sangre y a la isla de la Cuarentena como unas islas con actividad sanitaria en el puerto de Mahón durante el siglo XVIII.